# Aleksandr Petjnikov

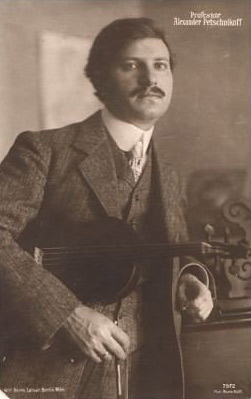
Aleksandr Petjnikov.

Aleksandr Abramovitj Petjnikov (ryska: Александр Абрамович Печников), född 20 januari (gamla stilen: 8 januari) 1873 i Jelets, död 3 november 1949 i Buenos Aires, var en rysk violinist.
Petjnikov, som var utbildad vid Moskvakonservatoriet, gjorde från 1895 konsertresor i Europa (i Stockholm uppträdde han 1896 och 1901). Han var länge bosatt i Berlin, där han fick professors titel 1910 samt var 1913–21 violinlärare vid musikakademien i München. År 1936 bosatte han sig i Argentina. Han blev särskilt beundrad som uttolkare av Johann Sebastian Bach.